# Abreviador
Abreviadores (em latim: Abbreviatores), também chamados  breviadores, era um corpo de escritores da Chancelaria papal, cuja atividade era a de delinear e preparar de forma adequada, as bulas, os breves apostólicos e os decretos consistoriais antes destes serem escritos in extenso pelos scriptores.
São mencionados pela primeira vez nas bulas pontifícias Extravagantes do Papa João XXII e do Papa Bento XII.
Os abreviadores, aqueles de Parco majori, comparados a prelados, eram os agentes mais importantes da Chancelaria papal. Na época do Papa Martinho V, suas assinaturas eram instrumentos essenciais para a validade dos atos da chancelaria; e eles obtinham no decorrer do tempo muitos privilégios importantes. 

## Origem romana
Os abreviadores são aqueles que fazem um sumário ou resumo de um texto longo ou discurso através da redução da extensão das partes, ou seja, das palavras e frases; uma forma abreviada de escrita comum entre os romanos. As abreviaturas eram de dois tipos: uso de uma única letra para representar uma única palavra; uso de um sinal, nota ou marcar para representar uma palavra ou frase.
O Imperador Justiniano proibiu o uso de abreviaturas na compilação do Digesto e depois estendeu sua proibição a todos os outros escritos. Esta proibição não foi universalmente obedecida. Os abreviadores escolhiam segundo suas próprias conveniências e interesses, quando utilizar a forma abreviada e, especialmente, era este o caso em Roma. Os primeiros cristãos praticavam a modalidade abreviada, sem dúvida alguma uma maneira fácil e segura de se comunicar com o outro, salvaguardando os seus segredos de inimigos e falsos irmãos.

## Abreviadores eclesiásticos
No decorrer do tempo a Chancelaria papal aprovou este modo de escrita como o "estilo da Cúria", ainda mais contraída omitindo os ditongos ae e oe, e do mesmo modo todas as linhas e marcas de pontuação. Os abreviadores eclesiásticos eram funcionários da Santa Sé, entre os titulares dos principais cargos da Chancelaria papal, que é um dos cargos mais antigos e importantes da Cúria Romana. 
O escopo do seu trabalho, bem como o número de seus funcionários, variou com o tempo. Até os séculos XII ou XIII, o dever dos apostólicos - ou Chancelaria romana era a de elaborar e expedir os breves apostólicos e mandados para a análise cuidadosa das dignidades da Igreja e outros assuntos de grande importância que foram discutidos e decididos no Consistório. Por volta dos séculos XIII ou XIV, os papas, então residindo em Avinhão, na França, começaram a se reservar a concessão de um grande número de benefícios, de modo que todos os benefícios, especialmente os maiores, deveriam ser conferidos através da Cúria Romana (Lega, Praelectiones Jur. Can., I, ii, 287). Como consequência, o trabalho foi imensamente aumentado, e o número de abreviadores necessariamente aumentou. Para regular a expedição adequada desses benefícios reservados, o Papa João XXII instituiu as regras da chancelaria para determinar a competência e modo de proceder da Chancelaria. Mais tarde, as criações da Dataria e do Secretariado dos Breves aliviaram o trabalho da Chancelaria e levou a uma redução no número de abreviadores. 
Segundo Ciampini (Lib. de Abbreviatorum de parco majore etc., cap. i) a instituição de abreviadores curiais foi muito antiga, ocorrendo após as perseguições aos notários que registraram os atos dos mártires. Outros autores rejeitam esta instituição precoce e atribuem isso ao Papa João XXII (1316). É certo que ele usa o nome abreviadores, mas fala como se tivessem existido antes de seu tempo, e tinham, por tributação excessiva ao seu trabalho, causado muita reclamação e protesto. Ele (Extravag. Joan tit. xiii, "Cum ad Sacrosanctae Romanae Ecclesiae") prescreve seus trabalhos, determina o quanto eles podem cobrar pelo seu trabalho, fixa um determinado imposto por um resumo ou sumário de vinte e cinco palavras, ou seu equivalente, de 150 letras, os proíbe de cobrar mais, embora o resumo tenha mais de vinte e cinco palavras, mas menos de cinquenta palavras, decreta que a base do imposto é o trabalho empregado na escrita, expedição, etc., as bulas e outros meios podiam aumentar os emolumentos ao destinatário do favor ou benefício conferido pela bula, e declara que quem cobrar mais do que o imposto fixado por ele será suspenso por seis meses do mandato, e em caso de uma segunda violação da lei, deve ser privado dele completamente, e se o delinquente for um abreviador, será excomungado. No caso de um grande breve ter sido reescrito, devido à cópia inexata do abreviador, o abreviador e não o recebedor da bula deve pagar a taxa extra pelo trabalho adicional ao escritor apostólico. 
O Papa Martinho V (Constit. 3 "In Apostolicae", ii e v), fixou a forma para o seu exame e aprovação, e também a taxa que eles devem exigir por seu trabalho e da punição pela sobretaxa. Ele também lhes atribuiu certas remunerações. Os abreviadores em postos mais baixos, seriam promovidos ao mais alto, e assim sucessivamente até chegar à presidência. Seus cargos eram compatíveis com outros cargos, ou seja, eles podem deter dois benefícios ou cargos em um e ao mesmo tempo, alguns conferidos pelo Cardeal Vice-Chanceler, outros pelo Santo Padre.

## O Colégio de Prelados
No pontificado de Pio II, o número de abreviadores, que havia sido fixado em vinte e quatro, havia aumentado de tal forma a diminuir consideravelmente a remuneração individual e, como consequência, homens capazes e competentes não mais se candidatavam ao cargo, e, portanto, o velho estilo de escrita e a expedição de bulas já não era utilizado, para prejuízo grande da Justiça, das partes interessadas, e da dignidade da Santa Sé. Para remediar esta situação e restaurar o velho estilo criado pela chancelaria, o Papa selecionou setenta dos muito abreviadores existentes, e os formou em um colégio de prelados, e decretou que seus cargos eram perpétuos, que certas remunerações deveriam ser anexadas a ele, e garantiu-lhes certos privilégios concedidos. Ele ordenou ainda que alguns devessem ser chamados de "Abreviadores de nível superior" (Abbreviatores de Parco Majori; o nome derivava de um espaço na chancelaria, cercado por uma grade, onde os funcionários se sentavam, que é chamado de superior ou inferior (maior ou menor) de acordo com a proximidade dos assentos ao do vice-chanceler), os outros seriam chamados de "Abreviadores de nível inferior"(Abbreviatores de Parco Minori); os primeiros deveriam sentar-se em uma parte ligeiramente mais elevada da câmara, separados do restante da sala ou câmara por uma persiana, prestar assistência ao Cardeal vice-chanceler, assinar os breves e fazer a parte principal dos exames, revisões e expedições dos breves apostólicos a serem emitido com o selo de chumbo; já os abreviadores de nível inferior, no entanto, deviam sentar-se entre os escritores apostólicos, em bancos, na parte inferior da câmara, e seus deveres era o de levar as listas assinadas ou súplicas aos prelados no nível superior da câmara. Então, um dos prelados do nível superior fazia um resumo, e outro prelado do mesmo nível o revisava. Os prelados do nível superior formavam um quase-tribunal, no qual, como um colegiado, decidiam todas as dúvidas que pudessem surgir sobre a forma e a qualidade das cartas, cláusulas e decretos para serem juntadas aos breves apostólicos, e às vezes sobre o pagamento das remunerações e outras contingências. Suas opiniões sobre questões relativas aos negócios da chancelaria eram consideradas da mais alta importância por todos os tribunais romanos. 
O Papa João Paulo II suprimiu este colégio; mas Sisto IV (Constitutio 16, "Divina") o restabeleceu. Ele nomeou setenta e dois abreviadores, dos quais doze eram da parte superior, ou maior, e vinte e dois da inferior, ou menor, presidência (Parco), e trinta e oito examinadores que se ocupavam da forma das cartas. Eles eram obrigados a estarem presentes em certos dias, sob pena de multa, e a assinar cartas e diplomas. Ciampini menciona um decreto do vice-chanceler, através da qual os ausentes eram penalizados com a perda de parte dos seus emolumentos da sessão seguinte da chancelaria. O mesmo Papa também concedeu muitos privilégios ao Colégio de Abreviadores, mas especialmente para os membros da maior presidência.
Pio VII suprimiu muito dos cargos da Chancelaria, e assim o Tribunal de Corretores e os abreviadores da baixa presidência desapareceram. Do Tribunal de Corretores, restou apenas um corretor substituto. Bouix (Cúria Romana, edit. 1859) relata a supressão da parte inferior da presidência e coloca o número de abreviadores, nessa data, em onze. O atual colégio consiste de dezessete prelados, seis suplentes, e um sub-suplente, todos eles, exceto os prelados, podem ser clérigos ou leigos. Embora o dever dos abreviadores fosse originalmente fazer resumos e sumários dos breves apostólicos, diplomas, etc., utilizando as abreviaturas legais, cláusulas, e formulários, no decorrer do tempo, como seu cargo cresceu em importância eles delegaram parte das suas funções aos seus substitutos e limitaram-se a supervisionar a expedição de funcionamento dos breves apostólicos. Antes do ano de 1878, todos os breves apostólicos e cartas, que exigiam para sua validade o selo de chumbo, eram redigidas em pergaminhos e em caracteres góticos (letras redondas, também chamadas gallicum e comumente bollatico, mas na Itália atualmente é denominada de teutônico), sem linhas, ou ditongos, ou marcas de pontuação. As bulas escritas em um pergaminho diferente, ou em caracteres diferentes com linhas e marcas de pontuação, ou sem as abreviaturas padronizadas, cláusulas, e formulários, eram rejeitadas como falsas. O Papa Leão XIII (Constitutio Universæ Eccles., 29 de dezembro de 1878) ordenou que elas doravante fossem escritas em caracteres latinos normais em pergaminhos comum, e que não deveriam ser utilizadas abreviaturas, exceto aquelas de fácil compreensão.

## Títulos e privilégios
No passado foram conferidos grandes privilégios aos abreviadores. Por decreto do Papa Leão X foram criados nobres papais, classificando como comes palatii (Conde Palatino), familiares e membros da casa pontifícia, de forma que eles pudessem desfrutar de todos os privilégios dos prelados domésticos e dos prelados no atendimento ao Papa, no que diz respeito à pluralidade de benefícios, bem como de expectativas. Eles e seus clérigos e suas propriedades eram isentos de qualquer jurisdição, exceto a jurisdição imediata do Papa, e eles não estavam sujeitos às decisões do auditor de causas, ou do cardeal vigário. Ele também deu-lhes poder para conferir (mais tarde, dentro de limites estritos) o grau de doutor, com todos os privilégios universitários, criar notários (posteriormente revogado), legitimar crianças de modo a torná-los elegíveis para receber benefícios deixados por seus pais (atualmente revogado), também para enobrecer três pessoas e fazer cavaleiros da Ordem de São Silvestre (Militiae Aureae), o mesmo para desfrutar e vestir a insígnia da nobreza. O Papa Gregório XVI rescindiu este privilégio e reservou ao Papa o direito de criação de tais cavaleiros (Acta Pont. Greg. XVI, Vol. III, 178-179-180). 
O Papa Paulo V, que no início da puberdade foi um membro do Colégio (Const. 2, "Romani"), fez-lhes Referendários de Favores, e após três anos de serviço, Referendários de Justiça, desfrutando dos privilégios de referendários e permitindo-o auxiliar nas assinaturas antes do Papa, dando a todos um direito a uma parcela do palácio papal e isentando-os do registro de favores como exigido pelo Papa Pio IV (Const., 98) no que diz respeito às questões relacionadas com a Câmara Apostólica. 
Eles seguiam imediatamente após os doze membros votantes da Assinatura na capela. Os abreviadores da presidência maior eram autorizados a vestir a batina púrpura e o pluvial, como também a roquete na capela. Os abreviadores da presidência menor, antes de sua supressão eram simples clérigos, e de acordo com a autorização concedida por Sisto IV (loc. cit.) podiam ser até mesmo casados. 
Esses cargos tornando-se vagos por morte do abreviador, não importando onde a morte ocorra, são reservados para a Cúria. Os prelados poderiam renunciar a seu cargo em favor de outros. Anteriormente estes cargos, bem como outros cargos da chancelaria do Regente, constituíam elementos de venalidade, até que papas, especialmente Bento XIV e Pio VII, conseguissem gradualmente aboli-los. O Papa Leão XIII (Motu Proprio, 4 de julho de 1898) solenemente decretou a abolição de todas as venalidade na transferência ou agrupamento do referido cargo. 
Como prelados domésticos, prelados da Cúria Romana, eles tinham proeminência pessoal em todas as dioceses do mundo. Eram tratados como "Reverendissimus", "Reverendo Correto", e "Monsenhor". Como prelados, e por isso possuidores da dignidade legal, eles eram competentes para receber e executar comandos papais. Bento XIV (Const. 3, "Maximo") concedeu aos prelados da presidência maior o privilégio de usar um chapéu com faixa roxa, mesmo depois do titular ter deixado de ser abreviador.   

## Supressão
O colégio foi suprimido em 1908 pelo Papa Pio X e suas funções foram transferidas para os protonotarii apostolici participantes. (Veja Cúria Romana)